# جوزيف ناثان كان
جوزيف ناثان كان (بالإنجليزية: Joseph Nathan Kane)‏ هو كاتب أمريكي، ولد في 23 يناير 1899 في نيويورك في الولايات المتحدة، وتوفي في 22 سبتمبر 2002 في ويست بالم بيتش في الولايات المتحدة.